# Дон Сезар де Базан (фильм, 1989)
«Дон Сеза́р де База́н» — советский двухсерийный цветной музыкальный художественный телефильм, снятый на киностудии «Ленфильм» режиссёром Яном Фридом по мотивам одноимённой пьесы Филиппа Дюмануара и Адольфа д’Эннери. Снят по заказу Гостелерадио СССР.

Съёмки проходили летом 1988 года. В фильме сыграл свою последнюю роль в кино Юрий Богатырёв.

Телевизионная премьера состоялась 4 и 5 июля 1989 года в 19:50.

## Сюжет
Действие происходит в Испании в XVII веке. Первый министр короля дон Хосе тайно домогается любви королевы Марии. Получив отказ, он затаил обиду и задумал проучить королеву и короля Карла II. Дон Хосе случайно узнаёт о том, что король положил глаз на простолюдинку, очаровательную цыганку Маритану, и у него возникает план мести.
Обедневший дворянин и поэт-вольнодумец дон Сезар де Базан приговорён к смертной казни за нарушение королевского эдикта о запрете дуэлей. Перед смертью дон Хосе, добившийся столь желанной доном Сезаром замены повешения на расстрел, просит Сезара о небольшой услуге — инкогнито жениться на незнакомке и оставить ей свой дворянский титул в наследство (коль скоро других богатств у де Базана нет).
Невестой оказывается цыганка Маритана. Хитроумная комбинация первого министра, таким образом, позволяла безродной цыганке стать графиней, получить доступ ко двору и стать любовницей короля без особого скандала, но при этом явно разрушить благополучие королевы. Всё бы так и получилось, но друзья графа спасли его от смерти, зарядив ружья расстрельной команды холостыми зарядами. Дон Сезар возвращается с того света и случайно издали видит свою жену: она прекрасна и он откладывает свой отъезд в Новый Свет, чтобы добиться любви той, что принадлежит ему по закону... Однако, пытаясь добиться встречи со своей женой, дон Сезар попадает прямо на тайное свидание короля. Монарх оказывается в щекотливой ситуации: ведь, стремясь заполучить в свои объятия Маританну, он сам представился доном Сезаром... Находчивый Сезар, опознавший Карла II, решает отплатить ему той же монетой: раз король называется его именем, то он назовётся именем короля. Опешивший Карл невольно проливает свет на интригу дона Хосе, а также на то, что в отношении дона Сезара был подписан приказ о помиловании (он должен был якобы задержаться и прибыть уже после казни де Базана, но он действует, а значит, дон Сезар чист перед законом).
Попытка дона Хосе исправить ситуацию и открыть королеве историю об измене супруга ни к чему не приводит. Дон Сезар убивает министра-интригана, спасает короля от семейного скандала и счастливо соединяется со своей законной супругой. Король в знак благодарности за то, что его имя не всплыло в этой неприятной ситуации, готов отдать графу в награду должность губернатора Валенсии, но дон Сезар отказывается от славы и богатства, так как нашёл свою любимую, которая хочет разделить его любовь к странствиям...

## В главных ролях
- Михаил Боярский — дон Сезар де Базан
- Анна Самохина — Маритана (поёт — Марина Цхай)
- Юрий Богатырёв — король Карлос II
- Наталья Лапина — королева Мария
- Игорь Дмитриев — дон Хосе де Сантарен, первый министр
- Виктория Горшенина — виконтесса Касильда де Монтехо (поёт — Елена Камбурова)
- Михаил Светин — виконт де Монтехо (поёт — Геннадий Гладков)

## В ролях
- Юрий Дедович — Артуньо
- Андрей Краско — Пабло
- Герман Орлов — начальник стражи
- Василий Леонов — капитан мушкетёров
- Алёша Подгорнов — Лосарильо

## Съёмочная группа
- Авторы сценария — Михаил Донской, Ян Фрид
- Композитор — Геннадий Гладков
- Тексты песен — Ким Рыжов и Михаил Донской
- Главный оператор — Эдуард Розовский
- Главный художник — Алексей Рудяков
- Художник по костюмам — Татьяна Острогорская
- Балетмейстер — Роберт Гербек
- Звукооператор — Эдуард Ванунц
- Режиссёр-постановщик — Ян Фрид
- Вокальные партии исполняли: Марина Цхай, Елена Камбурова, Наталья Лапина, Михаил Боярский, Игорь Дмитриев, Геннадий Гладков

## Песни, звучащие в фильме
- «Башмаки» (исполняет Михаил Боярский)
- «Песня первого министра» (исполняет Игорь Дмитриев)
- «Песня Маританы» (исполняет Марина Цхай)
- «Загадки» (исполняет Михаил Боярский)
- «Дуэт королевы и Маританы» (исполняют Наталья Лапина и Марина Цхай)
- «Дон Дублон» (исполняет Михаил Боярский)
- «Тюремная песня Сезара» (исполняет Михаил Боярский)
- «Застольная песня Сезара» (исполняет Михаил Боярский)
- «Венчальная» (исполняют Геннадий Гладков, Михаил Боярский, Марина Цхай и Игорь Дмитриев)
- «Ой, боюсь, боюсь...» (исполняет Геннадий Гладков и Виктория Горшенина)
- «Песня лесных братьев» (исполняет Михаил Боярский)
- «Дуэт виконта и виконтессы» (исполняет Геннадий Гладков и Елена Камбурова)
- «Романс Маританы» (исполняет Марина Цхай)
- «Серенада Сезара» (исполняет Михаил Боярский)
- «Ожидание Маританы» (исполняет Марина Цхай)
- «Финальная песня» (исполняют Михаил Боярский, Марина Цхай и хор)

## Места съёмок
Натурные съёмки картины прошли в разных городах СССР. Сцены на городской площади и старинные улочки снимали в Вильнюсе и в Каунасе (Литовская ССР). В качестве старой крепости, где содержали дона Сезара, были использованы Нарвский замок в Нарве и Ивангородская крепость в Ивангороде, а также Белгород-Днестровская крепость. Королевский дворец снимался в дворцовом ансамбле Ораниенбаум (Ломоносов). В 1980—1990 годах в бывшем Дворце располагалась воинская часть, и прежде чем приступать к съёмкам, создателям картины пришлось частично отреставрировать здание.